# De paddestoelen trekken ten strijde
De paddestoelen trekken ten strijde (6) is een lied voor bas met pianobegeleiding, gecomponeerd in 1904 door Igor Stravinsky. Het werk is ongepubliceerd en in bezit van de erven Stravinsky.
Het lied beschrijft het verhaal van een paddenstoelenleger, waarin elke paddenstoel (en soort) een argument aanvoert om niet in dienst te hoeven, waarna de gemeenschap weerloos is tegen de aanval van kevers.

## Oeuvre
Zie het Oeuvre van Igor Stravinsky voor een volledig overzicht van het werk van Stravinsky.

## Discografie
- Mikhail Svetlov, bas, en Doris Stevenson, piano (KOCH International Classics, 3-7438-2 HI)